# Usine à articles
Une usine à articles (en anglais essay mill ou paper mill qui signifie usine papetière ou littéralement « moulin à articles ») est une entreprise qui permet aux clients de commander un article scientifique original (ou document académique) sur un sujet particulier afin qu'ils puissent commettre une fraude scientifique.

## Origine de l'activité
L'idée peut être datée du milieu du XIXe siècle dans lequel des « réservoirs à publications » (paper reservoir en anglais) étaient hébergés dans les sous-sols des maisons des fraternités étudiantes dans lesquels les étudiants partageaient des travaux qui avaient été effectués par d'autres étudiants. Ces banques de travaux académiques ont inspiré leur commercialisation. Dès les années 1950, des publicités circulaient sur les campus universitaires américains pour des services de rédaction de travaux écrits comme des thèses et des mémoires de fin de cycle. Bientôt, de véritables entreprises ont fourni à titre onéreux des travaux personnalisés aux étudiants. Ils étaient situés près des campus universitaires et l'on pouvait entrer dans un bâtiment, consulter les catalogues commerciaux, parler directement à quelqu'un pour passer une commande, ou éventuellement faire une sélection de documents de recherche recyclés et précieusement stockés dans le sous-sol de ces entreprises. 
Dans les années 2000, la plupart des usines à articles sont passées à un modèle de commerce électronique, sollicitant des clients et vendant des mémoires sur un site internet. Les entreprises fournissent souvent des échantillons de dissertations gratuits sur des sujets populaires pour attirer les recherches sur internet. 

## Publications en série d'articles scientifiques
En 2013, Mara Hvistendahl avait déjà défini dans un article paru dans la revue Science le terme de "Paper Mill" pour qualifier les entreprises qui fabriquent des figures scientifiques à la demande. En 2018, Jana Christopher, analyste en intégrité des données, a publié un article décrivant 12 publications contenant des western blots avec les mêmes bandes, blocs et fonds, tous issus du même groupe de recherche. Un an plus tard, Jennifer A. Byrne, professeur à l'université de Sydney, a passé en revue un certain nombre d'études frauduleuses produites en série sur le knockdown des gènes. En février 2020, la microbiologiste spécialisée en intégrité scientifique Elisabeth Bik a publié un article sur son blog. Avec un autre article de la professeur Byrne et l'analyste Christopher, ils ont identifié plus de 400 articles de recherche douteux publiés en Chine au cours de l'année écoulée. Les articles proviennent de la même source : une entreprise qui fabrique des figures à la demande, celle que Bik nomme Tadpole Paper Mill.
En France, les chercheurs en informatique Guillaume Cabanac, Cyril Labbé et Alexander Magazinov développent en 2022 le Problematic Paper Screener afin d'identifier automatique des tournures de phrases "torturées", permettant d'identifier des articles scientifiques générés à la chaîne ou produits par des intelligences artificielles.

## Modèle économique
Pour obtenir un document, un client soumet généralement un formulaire décrivant le travail qu'il souhaite réaliser, le nombre de pages qu'il doit comporter et la date à laquelle il doit être terminé. À l'autre bout, l'employé recherche parmi les demandes jusqu'à ce qu'il trouve quelque chose qui semble intéressant, qu'il ou elle puisse écrire rapidement et qui satisfasse le nombre de pages requis. Peu importe que l'auteur ait des connaissances antérieures sur le sujet; s'il est facile de faire des recherches, il fera le travail.
Un article de 2009 dans The Chronicle of Higher Education (en) a déclaré que les rédacteurs étrangers ne sont payés qu'entre 1 $ et 3 $ par page soit dix fois moins que ce qui est facturé aux clients américains. Par contre, certains rédacteurs américains gagnent environ 1 000 $ au cours de leur meilleurs mois, ce qui reste faible, tandis que les meilleurs rédacteurs peuvent gagner jusqu'à 5 000 $ par mois.